# George Washington Parke Custis
George Washington Parke Custis (Mount Airy, 30 aprile 1781 – Arlington, 10 ottobre 1857) è stato uno scrittore, autore e proprietario terriero statunitense.

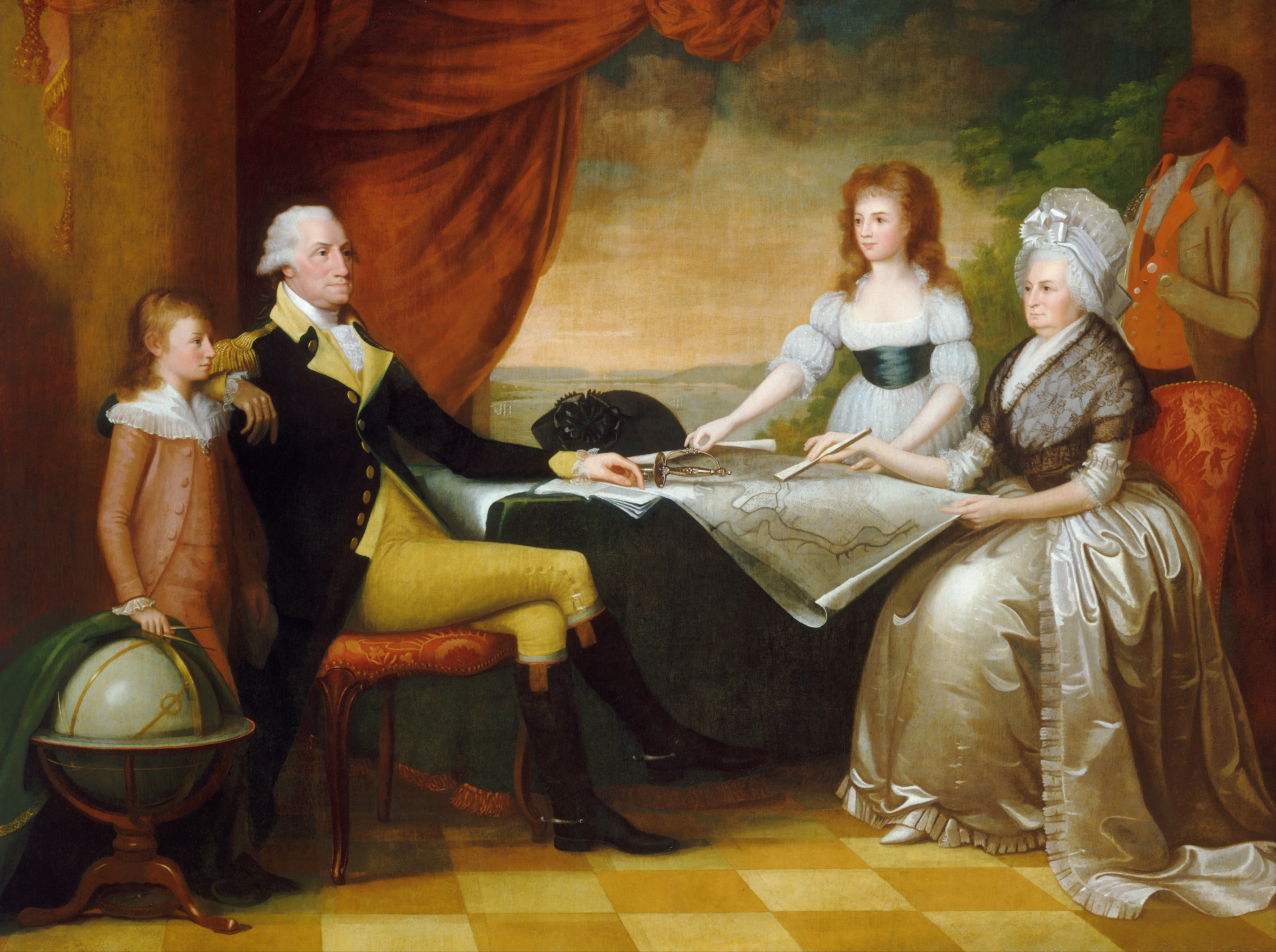
Il giovane George Washington Parke Custis (estrema sinistra) insieme a George Washington nel dipinto La famiglia Washington

Nipote abiatico di Martha Washington e nipote abiatico adottivo (poi figlio adottivo) del primo presidente statunitense, George Washington, con sua sorella Eleanor crebbe alla tenuta di Mount Vernon e nelle altre case presidenziali.
Al raggiungimento dei 21 anni di età, Custis poté ereditare la grande fortuna di suo padre, John Parke Custis, tra cui la piantagione di Arlington. Posta su un'altura nei pressi del fiume Potomac, sovrastante Washington, qui fece costruire una struttura di stile neogreco, Arlington House (1803-18), una casa-museo dedicata interamente alla figura di George Washington dove poté conservare e preservare molti degli oggetti appartenuti all'ex presidente. Custis fu inoltre prolifico scrittore sulla storia della Virginia, oltre a comporre scritti patriottici come l'opera, pubblicata postuma, dal titolo Recollections and Private Memoirs of George Washington (1860).
Sua figlia, Mary Anna Randolph Custis, sposò Robert E. Lee. La coppia ereditò Arlington House e la piantagione che la circondava, ma la proprietà venne poi confiscata dal governo federale nel corso della guerra civile americana. Arlington House è oggi un museo, interpretato dal National Park Service come un memoriale alla figura del generale Robert E. Lee Memorial. Ciò che resta dell'antica piantagione di Arlington è oggi parte del Fort Myer e dell'Arlington National Cemetery.

### I primi anni
Custis era nato il 30 aprile 1781, nella casa di sua madre nella tenuta di Mount Airy (ancora oggi presente a Rosaryville State Park) nella Prince George's County, Maryland. Inizialmente visse coi genitori John Parke Custis ed Eleanor Calvert Custis, e con le sue sorelle Elizabeth Parke Custis, Martha Parke Custis e Nelly Custis, alla piantagione di Abingdon (parte dell'attuale Ronald Reagan National Airport, nella contea di Arlington), che suo padre aveva acquistato nel 1778. Ad ogni modo, sei mesi dopo la nascita di Custis, suo padre morì di "febbre campale" poco dopo la resa degli inglesi a Yorktown, in Virginia.
La nonna di Custis, Martha Dandridge Custis Washington, era rimasta vedova nel 1757, e si era risposata con George Washington nel gennaio del 1759. Suo padre era cresciuto a Mount Vernon. A seguito della morte di John Parke Custis, George Washington decise di adottare Custis che crebbe pertanto con la sorella Nelly a Mount Vernon. Le due sorelle maggiori, Elizabeth e Martha, rimasero ad Abingdon con la madre vedova, che nel 1783 sposò il dottor David Stuart, un medico di Alexandria e amico di George Washington.
Gli Washington portarono con loro Custis e Nelly, rispettivamente di 8 e 10 anni, a New York nel 1789, per vivere con loro nella prima e poi nella seconda casa presidenziale. A seguito del trasferimento della capitale nazionale a Filadelfia, la prima "First Family" occupò la President's House dal 1790 al 1797.
Custis (soprannominato "Wash" in famiglia) frequentò ma non si diplomò alla Germantown Academy di Germantown (oggi a Filadelfia), Pennsylvania; il College del New Jersey (oggi Università di Princeton) ed il St. John's College di Annapolis, nel Maryland. George Washington ripetutamente nelle sue lettere agli amici espresse la sua personale frustrazione nei confronti del giovane Custis e dell'incapacità di migliorare i suoi profitti negli studi. Al suo ritorno a Mount Vernon, George Washington lo inviò con la madre ed il patrigno (il dottor David Stuart) a Hope Park, scrivendo "Mi sembra depresso e stupido, non dice nulla, e sta sempre nel medesimo angolo escluso dal gruppo."
Nel gennaio 1799, Custis divenne cornetta nell'esercito statunitense e venne promosso sottotenente nel marzo di quello stesso anno. Fu aiutante di campo del generale Charles Cotesworth Pinckney, servizio che terminò il 15 giugno 1800.

### La costruzione di Arlington House

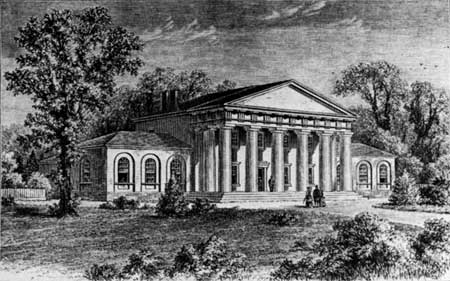
Arlington House in uno schizzo precedente al 1861, pubblicato nel 1875

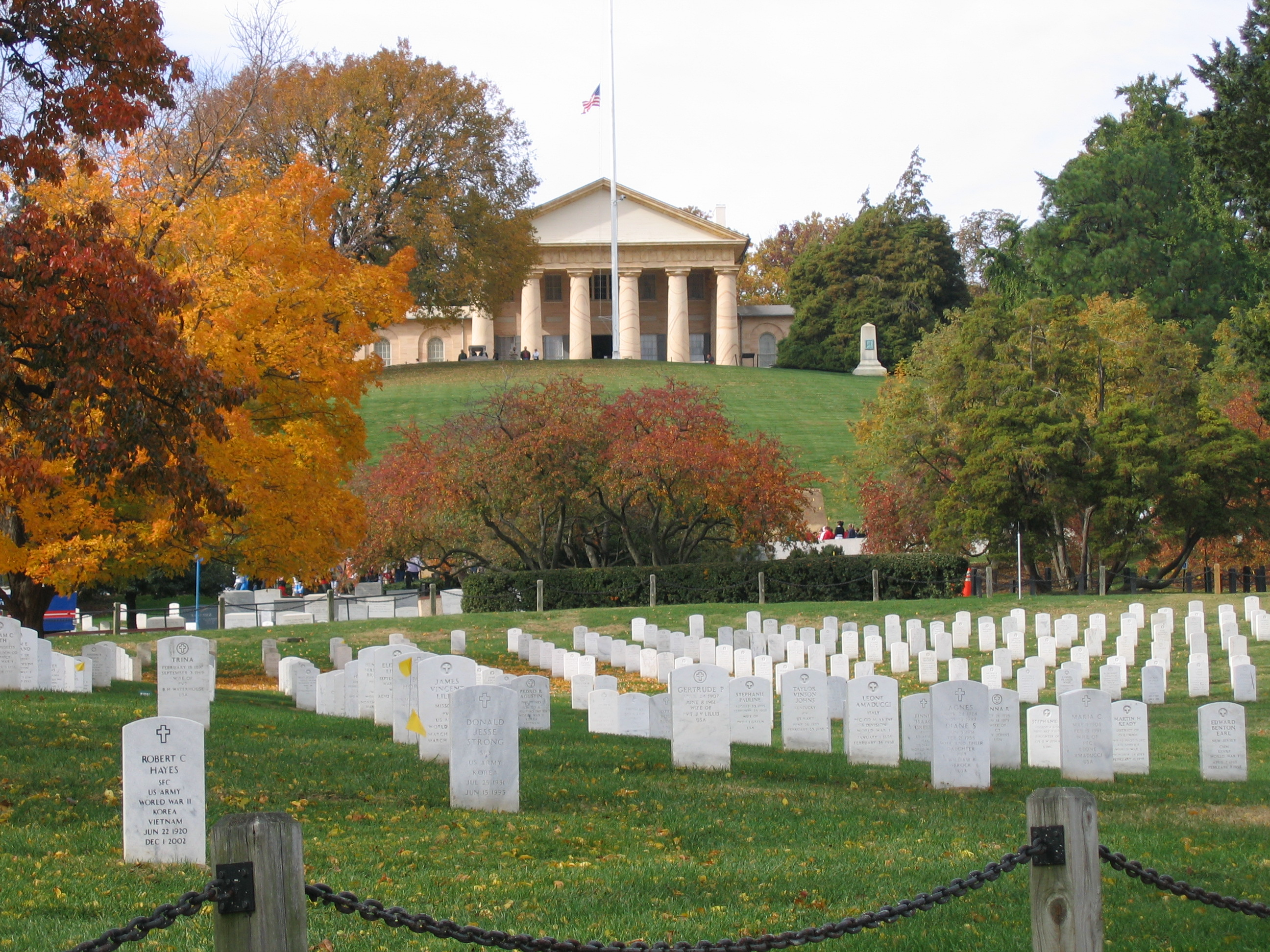
Arlington House negli anni 2000

Quando Custis raggiunse la maggiore età (21 anni all'epoca), ereditò un gran quantitativo di denaro, terre e proprietà che erano appartenute a suo padre, John Parke Custis, ed a suo nonno Daniel Parke Custis. Alla morte di Martha Washington nel 1802, ricevette una parte delle sue sostanze (a sua volta derivate dalla morte di George Washington nel 1799) oltre all'intera proprietà delle piantagioni di suo padre che erano state concesse a vita come residenza a Martha. Ad ogni modo, l'esecutore testamentario delle ultime volontà di Martha, Bushrod Washington, si rifiutò di vendere ai Custis la residenza di Mount Vernon dove Custis viveva e che Bushrod Washington (nipote di George Washington) aveva ereditato. Custis quindi si spostò in una casa di quattro stanze costruita ottant'anni prima e parte del patrimonio di suo padre, che egli rinominò "Mount Washington".
Quasi subito Custis diede inizio alla costruzione di Arlington House sulla sua terra, che all'epoca si trovava nella contea di Alexandria (oggi contea di Arlington) nel Distretto di Columbia. Chiamando a lavorare presso di sé George Hadfield, costruì una magione che fu il primo esempio di architettura neogreca in America. Collocò la costruzione su una collina posta in posizione dominante sia sul fiume Potomac e su Washington City.
Utilizzando il lavoro dei suoi schiavi e materiali del posto, interrotta solo dalla guerra del 1812 (quando i materiali vennero meno), Custis finalmente completò l'esterno della casa nel 1818. Custis intended the mansion to serve as a living memorial to George Washington, and included design elements similar to Mt. Vernon's. Iniziò quindi ad invitarvi molti ospiti per varie occasioni ed eventi, mostrando loro la collezione di oggetti appartenuti a George Washington che egli possedeva, anche se l'interno non venne terminato che negli anni '50 dell'Ottocento, sotto la direzione di Robert E. Lee.

### Gli ultimi anni

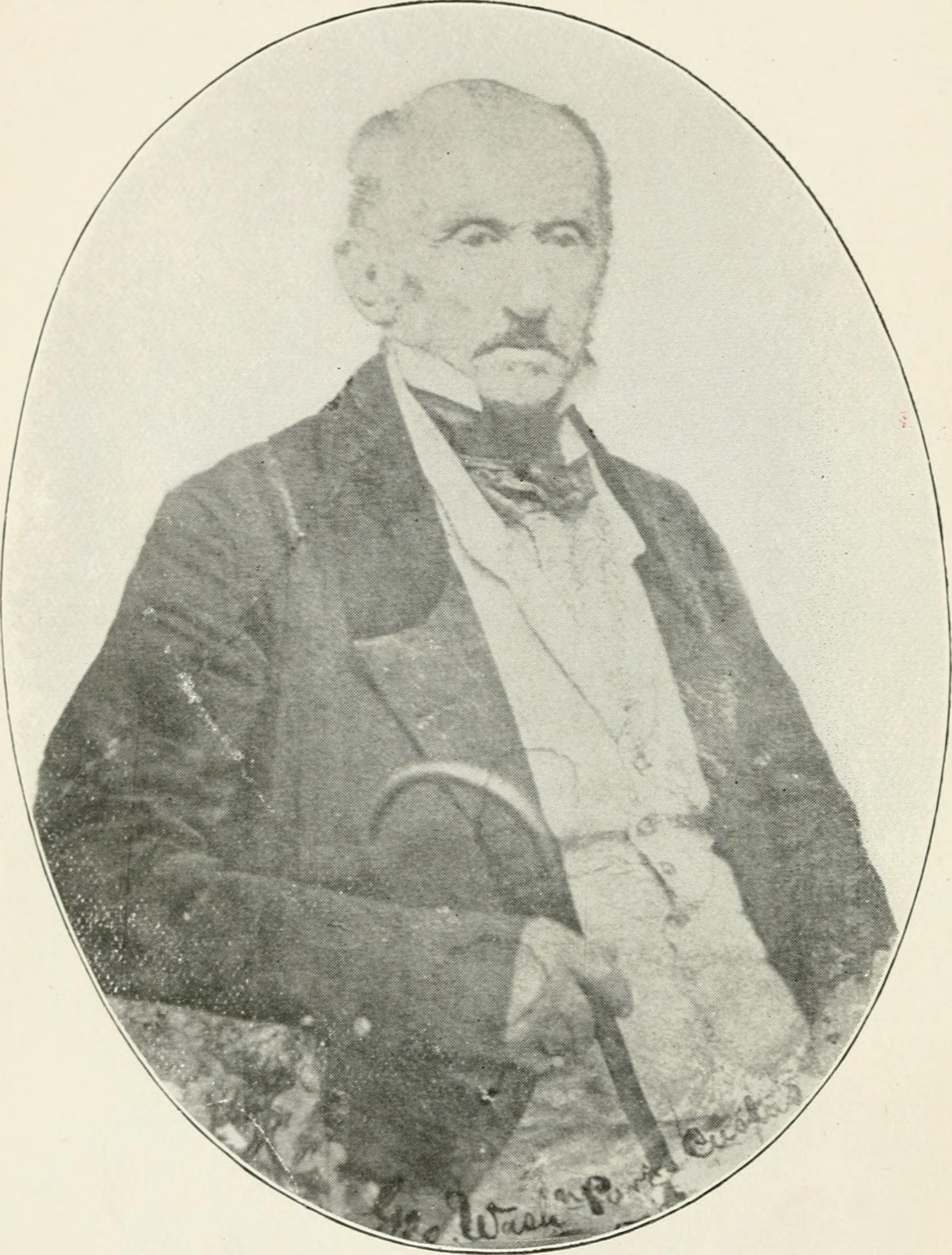
George Washington Parke Custis in una fotografia del 1854

Il 7 luglio 1804 Custis sposò Mary Lee Fitzhugh. Dei loro quattro figli, solo una figlia, Mary Anna Randolph Custis, sopravvisse all'età adulta. Fu lei a sposare Robert E. Lee proprio ad Arlington House il 30 giugno 1831. Il padre di Lee, Henry Lee III (Light-Horse Harry Lee), aveva a suo tempo steso l'elogio funebre letto poi da lui stesso al funerale di George Washington il 18 dicembre 1799.
Nel corso della guerra del 1812, Custis diede assistenza all'artiglieria col cannone che possedeva nella sua villa per aiutare la difesa di Washington, D.C. dagli inglesi nel corso della Battaglia di Bladensburg. Pubblicò in quello stesso anno un articolo nel quale condannava la morte del generale rivoluzionario James Lingan che ea stato ucciso dalla folla a Baltimora per aver difeso il diritto dei pubblicisti di esprimere la loro contrarietà alla guerra.
Nel 1815, Custis venne eletto membro della American Antiquarian Society.
Negli anni '20 dell'Ottocento, Custis divenne un membro attivo della American Colonization Society, un'organizzazione che supportava la liberazione degli schiavi neri d'America, in particolare della loro traslazione in Liberia dove avrebbero potuto vivere un'esistenza da uomini liberi. Custis perse interesse nell'associazione, ma sua moglie e sua figlia continuarono a supportarla nel corso degli anni. L'idea della colonizzazione era comunque generalmente impopolare tra gli schiavi africani in America. Degli schiavi presenti ad Arlington, solo William Burke e la sua famiglia scelsero di spostarsi in Liberia. Nel 1854, William e Rosabella Burke e i loro figli lasciarono Arlington House per Monrovia, in Liberia. Rosabella rimase in contatto con Mrs. Lee e chiamò la sua ultima figlia "Martha" in onore alla famiglia dei suoi ex proprietari.
Un biografo disse che Lafayette e suo figlio Georges Washington de La Fayette fecero visita ai Custis a Mount Vernon nel 1825, sebbene Custis vivesse già ad Arlington House all'epoca.
Nel 1846, il governo federale passò allo stato della Virginia la porzione del Distretto di Columbia a sud e ad ovest del fiume Potomac, area che all'epoca conteneva la contea di Alexandria. Custis inizialmente cercò di opporsi alla retrocessione, ma successivamente finì per sostenerla. Gli abitanti di Alexandria elessero quindi Custis quale rappresentante della Virginia General Assembly. L'Assemblea Generale approvò la retrocessione il 13 marzo 1847.
Il 4 luglio 1848, Custis prese parte alla cerimonia della posa della prima pietra del Washington Monument ad opera della massoneria americana. Assieme al presidente James K. Polk, alla cerimonia presero parte altri 20.000 spettatori. Il 4 luglio 1850, Custis dedicò una pietra che la popolazione del distretto della Columbia al monumento con una cerimonia presieduta dal presidente Zachary Taylor, cinque giorni prima della morte di Taylor per avvelenamento.
Nel 1853, lo scrittore Benson John Lossing fece visita a Custis ad Arlington House.
Custis ebbe modo di distinguersi come oratore e scrittore. Oltre a diversi elogi, compose The Celebration of the Russian Victories, in Georgetown, District of Columbia; on the 5th of June, 1813 (1813). Due opere di Custis, The Indian Prophecy; or Visions of Glory (1827) e Pocahontas; or, The Settlers of Virginia (1830), vennero pubblicati da lui in vita. Altre sue opere furono The Rail Road (1828), The Eighth of January, or, Hurra for the Boys of the West! (c. 1830), North Point, or, Baltimore Defended (1833), e Montgomerie, or, The Orphan of a Wreck (1836). Custis scrisse una serie di saggi biografici sul suo padre adottivo, pubblicati postumi nel 1859 e nel 1860, dopo la sua morte avvenuta nel 1857, col titolo Recollections and Private Memoirs of Washington.

### La morte

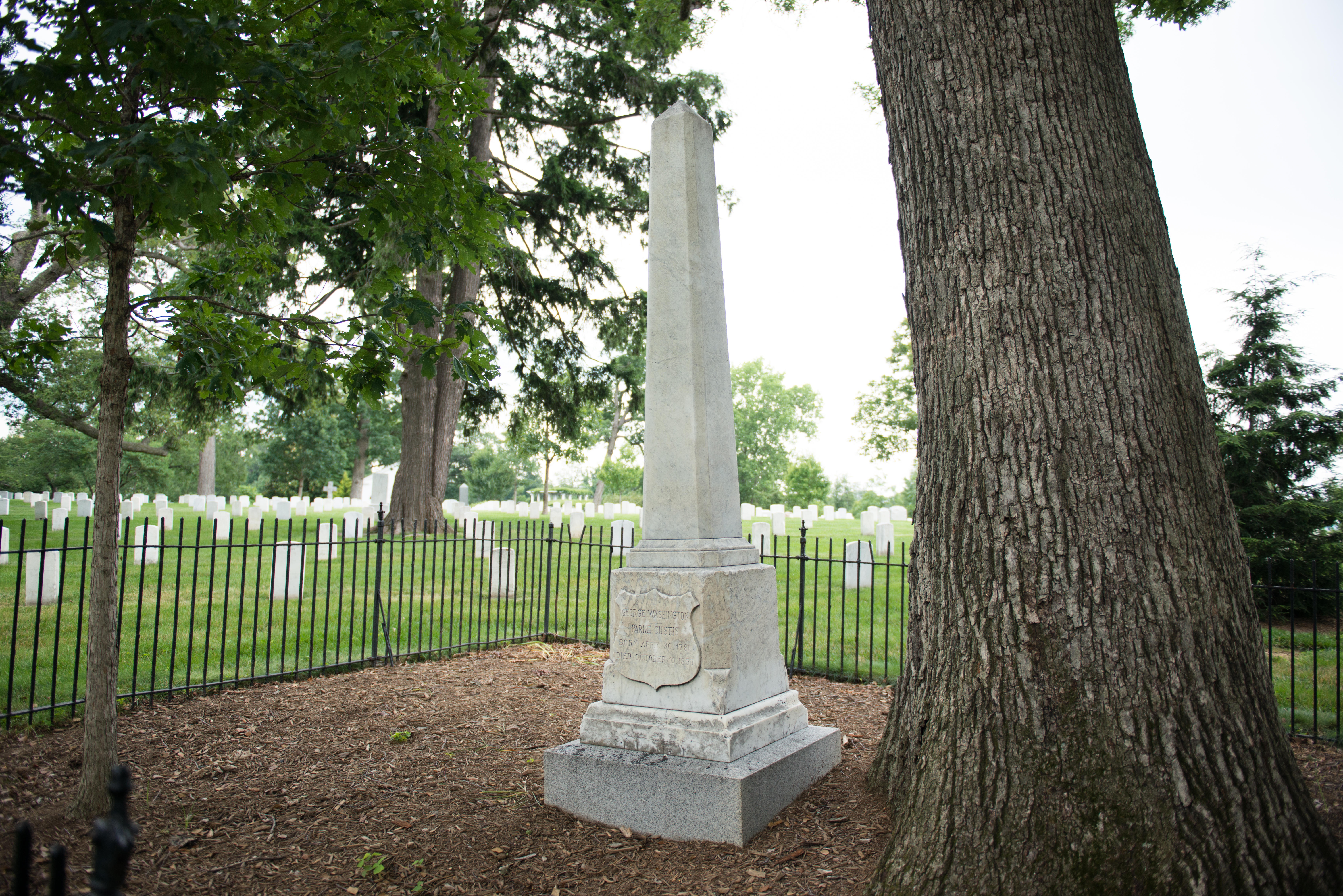
La tomba di George Washington Parke Custis ad Arlington House

Custis morì nel 1857 e venne sepolto ad Arlington assieme alla moglie, Mary Lee Fitzhugh Custis, che era morta quattro anni prima. Il testamento di Custis disponeva che: 
- La piantagione di Arlington (circa 1100 acri) e quanto essa conteneva, tra cui la collezione di oggetti relativi a George Washington, fossero concessi all'unica figlia sopravvissutagli, Mary Anna Randolph Custis (moglie di Robert E. Lee, suo esecutore testamentario) a vita, ed alla sua morte passassero al nipote primogenito George Washington Custis Lee;
- La piantagione di White House, nella contea del Nuovo Kent, e quella di Romancoke, nella Contea di re Guglielmo, (circa 4000 acri ciascuna) fossero divise tra i suoi altri due nipoti, William Henry Fitzhugh Lee ("Rooney Lee") e Robert Edward Lee, Jr., rispettivamente;
- Ognuno degli interessati ottenne 10.000 dollari in contanti per provvedere alla dote delle quattro nipoti, oltre alle rendite delle relative proprietà;
- Alcune proprietà presso "square No. 21, Washington City" (probabilmente corrispondenti all'attuale Foggy Bottom e presso il fiume Potomac)[29] passassero a Robert E. Lee "ed ai suoi eredi";
- Gli schiavi di Custis, in numero di 200, avrebbero dovuto essere liberati una volta pagati i debiti della sua residenza, ma non dopo cinque anni dopo la sua morte.[30]

La morte di Custis ebbe un impatto notevole sulle carriere di Robert E. Lee e dei suoi figli maggiori all'apice della guerra civile americana. L'allora tenente colonnello Robert E. Lee, nominato esecutore testamentario, dovette prendersi due anni di pausa dall'esercito per sovrintendere alle necessità della proprietà. Durante questo periodo Lee ebbe l'ordine di schiacciare con le sue truppe la rivolta di John Brown ad Harpers Ferry. Nel 1859, il figlio primogenito di Lee, George Washington Custis Lee, venne trasferito a Washington, così da potersi prendere cura della piantagione di Arlington, dove sua madre e sua sorella ancora vivevano. Il secondogenito di Lee, Rooney Lee, diede le dimissioni dall'esercito, si sposò e prese a fare il planter alle piantagioni di White House e Romancoke presso Richmond. Robert E. Lee fu in grado così di raggiungere il Texas e di riprendere la sua carriera nell'esercito dal febbraio del 1860.
Allo scoppio della guerra civile americana, l'esercito unionista requisì 1100 acri di terreno della piantagione di Arlington per ragioni strategiche (protezione del fiume Potomac e della capitale). Il governo degli Stati Uniti confiscò quindi la proprietà di Custis per mancato pagamento delle tasse. Nel 1863 vi fu fondato un "Villaggio di Uomini Liberi" per gli schiavi liberati.
[ In 1863, a "Freedman's Village" was established there for freed slaves].
Nel 1864, Montgomery C. Meigs, quartiermastro generale dell'esercito statunitense, si appropriò di parti della piantagione di Arlington e ne fece un cimitero militare. Dopo la fine della guerra civile, George Washington Custis Lee fece causa al governo e riuscì a recuperare la piantagione di Arlington Plantation nel 1882, quando la corte suprema decise in suo favore nel caso United States v. Lee, 106 U. S. 196. Lee quindi decise di rivendere la proprietà agli Stati Uniti per la somma di 150.000 dollari. Arlington House, costruita dai Custis per onorare la figura di George Washington, ospita oggi il Robert E. Lee Memorial.

## I legami famigliari

Stemma dei baroni Baltimore

Stemma di George Washington Parke Custis

Custis era discendente da diverse famiglie della gentry americana di epoca coloniale, mentre sua madre era diretta discendente dell'aristocrazia inglese e parente, seppur alla lontana, delle casate reali degli Hannover e degli Stuart. Sua madre era infatti discendente da Charles Calvert, III barone Baltimore, e di Henry Lee di Ditchley, uno dei cui discendenti fu Edward Lee, I conte di Lichfield, che sposò Charlotte Fitzroy, figlia illegittima di Carlo II e della sua amante, Barbara Palmer. I Custis stessi del resto si ritenevano discendenti da una figlia naturale avuta da Giorgio I, Melusina von der Schulenburg, contessa di Walsingham, la cui relazione extraconiugale con Charles Calvert, V barone Baltimore, produsse un figlio, Benedict Swingate Calvert, che era nonno materno di Custis. Il padre di Custis, John Parke Custis, era di figlio di Martha Washington e del suo matrimonio con Daniel Parke Custis.
La sorella di Custis, Eleanor "Nelly" Parke Custis Lewis, sposò il nipote di George Washington, Lawrence Lewis. Come regalo di nozze, Washington diede a Nelly una parte della terra di Mount Vernon, nella quale i Lewis stabilirono la tenuta di Woodlawn e costruirono Woodlawn Mansion.
Un'altra sorella di Custis, Martha Parke Custis Peter, aveva sposato Thomas Peter. Utilizzando l'eredità ricevuta da Martha nonché da George e Martha Washington, i Peter acquistarono una proprietà a Georgetown nel Distretto di Columbia. La coppia costruì qui la residenza di Tudor Place. Tudor Place ed i terreni circostanti sono oggi tutelati.
Nel 1826, Custis ammise la paternità di Maria Carter, nata nel 1803 da Arianna "Airy" Carter (1776-1880), una schiava afroamericana che era al servizio ad Arlington come cameriera e che in precedenza aveva risieduto a Mount Vernon come schiava di Martha Washington. Maria visse e lavorò ad Arlington come schiava sino al 1826, quando sposò Charles Syphax, uno schiavo che sovrintendeva alla sala da pranzo di Arlington House. Poco dopo il matrimonio di Maria, Custis la liberò e le concesse quasi 70.000 m² di terreno a sud della residenza di Arlington. Maria successivamente crebbe i suoi figli in questa proprietà. He is also believed to have fathered a girl named Lucy with the slave Caroline Branham.